# Thị trấn
Une thị trấn, en vietnamien (qui pourrait se traduire par  ville à niveau communal), est une unité administrative vietnamienne.  En vertu du décret n° 42/2009/ND-CP, ces villes à niveau communal sont classifiés dans les classes IV et V. Cependant, elles sont avec les phường (quartiers) et les communes rurales (xã) ont un statut d'unité de troisième niveau.
Ces villes à niveau communal ne peuvent être subordonnées qu'aux districts ruraux.

## Différences entre commune et ville à niveau communal
La différence entre une commune et une ville à niveau communal repose principalement sur son taux d'industrialisation. Les communes (xã) sont souvent dominées par l'agriculture (ferme, sylviculture, etc.), tandis que les villes à niveau communal ont une économie plus diversifiée.
De même, la densité de population est plus élevée que dans les villes à niveau communal.
D'autres éléments, dont la population elle-même (contrairement à la densité), les revenus perçus des taxes, et la superficie, ne sont pas pris en compte.